# تفلیس، دوستت دارم
تفلیس، دوستت دارم (انگلیسی: Tbilisi, I Love You) یک فیلم به کارگردانی جرج فین است که در سال ۲۰۱۴ منتشر شد. از بازیگران فیلم می‌توان به گیورگی ماسخاراشولی اشاره کرد.